# Psychotria micrantha
Psychotria micrantha är en måreväxtart som beskrevs av Carl Sigismund Kunth. Psychotria micrantha ingår i släktet Psychotria och familjen måreväxter. Inga underarter finns listade i Catalogue of Life.